# Unidos de Jucutuquara
O Grêmio Recreativo e Cultural Escola de Samba Unidos de Jucutuquara é uma escola de samba brasileira de Vitória, Espírito Santo, fundada em 29 de janeiro de 1972, no bairro de Jucutuquara, originalmente como bloco carnavalesco. 

## História

### Fundação
Foi fundado em um terreiro do bairro em 1972 por nomes conhecidos na região, tais como Ismail Gonçalves, Guilherme Monteiro Alves, Mano Gim, Adilson Ribeiro da Silva (Mestre Ditão) e outras figuras históricas do bairro. O Bloco Carnavalesco Unidos de Jucutuquara em seu início não havia enredo, e os integrantes (só homens) saiam todos de tamanco, vestindo roupas que se assemelhavam a vestimentas femininas, apenas por brincadeira, depois a fantasia oficial passou a ser de pescador e com o passar do tempo foram surgindo outras fantasias e as mulheres começaram a participar do bloco.
A partir de 1980 o bloco começou a participar dos concursos, sendo campeão por cinco anos consecutivos, dessa forma a Prefeitura de Vitória (Espírito Santo) sugeriu, em 1986, a transformação do bloco em escola de samba, ganhando a denominação atual. No seu primeiro desfile como escola de samba, a Unidos de Jucutuquara foi a grande campeã do segundo grupo e em seu primeiro desfile no 1° Grupo já conseguiu o vice-campeonato.
No ano de 1989, há a primeira eleição direta para presidente da Escola de Samba, embalada pelos ventos da redemocratização brasileira. Sendo candidatos o Alarico Duarte, apoiado pela diretoria, e, Luiz Fernando Barbosa Santos, candidato identificado com as bases da escola, principalmente, pela bateria do qual era egresso. Assim, é eleito o Luiz Fernando com o slogan "Raça, Luiz Fernando a voz das massas", fazendo um desfile memorável, pelas mãos do carnavalesco João Marcos, com o enredo "Rei por um dia" com uma narrativa sobre os sentimentos do folião quando estava no momento mágico do desfile.
Por razões políticas com a então Associação Capixaba das Escolas de Samba (ACES), esta por não aceitar a evolução de uma nova força do carnaval para competir com a Novo Império, penaliza a escola sob o argumento dos empurradores de carro não estarem uniformizados, item sequer presente no regulamento do carnaval. A Unidos de Jucutuquara se insurge e, organiza uma transformação na ACES voltada para a imparcialidade e transparência, em nome da construção do carnaval. Apoiam o representante da Unidos da Piedade para a presidência e, se preparam fortemente para o carnaval de 1990.
No carnaval de 1990, a Unidos de Jucutuquara inova com a constituição de uma Comissão de Carnaval, constituída por Sueli Celestino, Robson Paysan, Tadeu Campostrini e Lucio Cezar, criando o enredo, tema antes de estrita responsabilidade do carnavalesco, e desenvolvem um enredo sobre a formação da identidade do povo capixaba, usando como elemento da narrativa o maior símbolo desta identidade, a culinária! Assim, a torta capixaba que, antes era um elemento voltado para a alimentação, passa a alimentar o sonho do primeiro campeonato da Escola de Samba.
Com um figurino altamente identificado com o enredo, a escola sagrou-se campeoníssima, com enorme reconhecimento da imprensa e dos críticos do carnaval, inclusive da intelectualidade que enaltece o pioneirismo da Jucutuquara ao romper com o ciclo de enredos copiados das escolas do Rio de Janeiro e fantasias usadas no carnaval por aquelas, utilizados pela maioria das demais escolas de samba de Vitória.
Assim a Jucutuquara se consagra como uma forte e estruturada escola de samba sob a presidência de Luiz Fernando Barbosa Santos, que estrutura a escola com presidentes de ala e com uma forte presença da comunidade no processo decisório da agremiação carnavalesca, ainda embalado pelo compromisso de democratização da Escola e do fortalecimento institucional a partir da comunidade, impulsionado pelos ventos da redemocratização brasileira. 
Entre 1993 e 1997, não houve desfiles no Carnaval de Vitória, depois deste grande hiato, a agremiação voltou em 1998 em um desfile não competitivo com o enredo "Retorno: Carnaval, A Alegria Está de Volta", foi um grande desfile, o samba, de Zé Kuruba, é cantado até hoje como samba exaltação da agremiação.
Após esse período, sob a presidência de Rogério Sarmento, a Unidos de Jucutuquara foi tetracampeã (2006, 2007, 2008 e 2009) do Carnaval de Vitória. Com isso, a escola totaliza sete títulos (1990, 2002, 2004, 2006, 2007, 2008 e 2009) e cinco títulos de vice-campeã (1988, 1989, 2005, 2015 e 2023), em alguns títulos, a Jucutuquara, contou com o carnavalesco carioca Orlando Júnior.

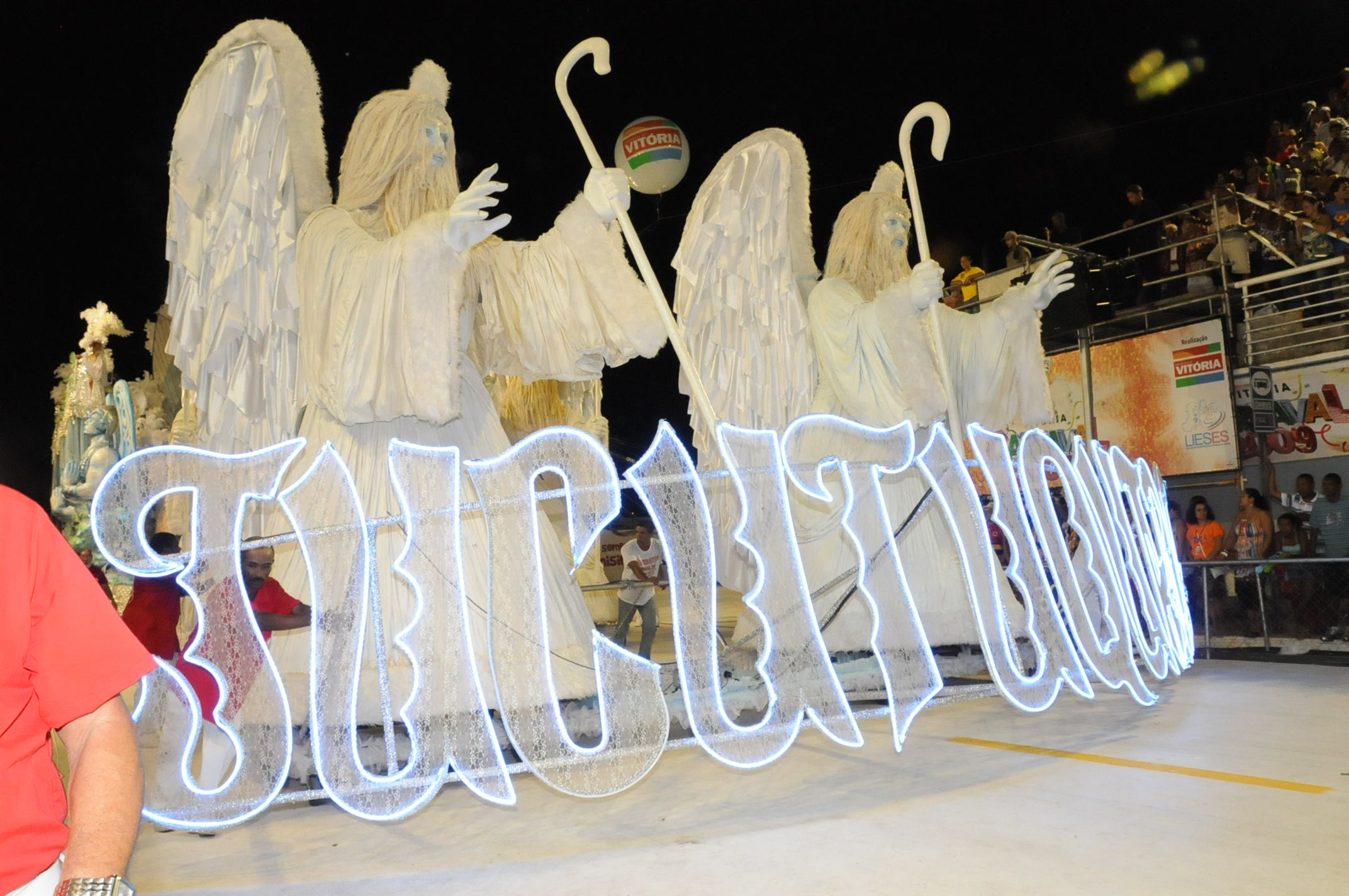
Carro abre-alas da Jucutuquara em 2009, quando conquistou seu último título.

Em 2009, com o enredo sobre o Convento da Penha obteve o tetracampeonato. No ano seguinte, a escola perdeu o carnavalesco Orlando Júnior, que foi para a Independente de Boa Vista e trouxe o carnavalesco Flávio Campello. que desenvolveu o enredo O Espírito Santo Azul. O desfile acabou sendo atrasado por outras agremiações que não se posicionaram no tempo determinado pelo regulamento. A situação demorou quase duas horas, para ser resolvida que culminou na 5º colocação.
Para 2011, a direção trouxe de volta o carnavalesco Orlando Júnior. Em 2012, a diretoria da escola chegou a manifestar a possibilidade de não desfilar, devido a dívidas de carnav
ais passados. Após o pedido de licença do então presidente Braulino Gomes da Silveira, a escola passou a ser presidida interinamente pelo Conselho Deliberativo, que garantiu o desfile sobre Parintins e seus bois. Naquele ano, chegou a anunciar Kyscila Barcellos, como rainha de bateria, mas pouco antes do desfile esta substituída por Tatiana Paysan, que havia passado a coroa, mas foi novamente convidada para o Desfile.
Para o ano de 2015, os principais segmentos da escola tiveram alterações, a começar pela Comissão de Frente, que ficou ao cargo de Andrezinho Castro, coreógrafo multipremiado. Este pediu dispensa da escola para seguir com seu trabalho profissionalmente no carnaval com a sua Companhia de Dança. Pouco antes do desfile, a escola perdeu seu presidente e fundador Mestre Ditão, que infartou.
Em 2016 a escola desfilou com um enredo sobre a cidade de Vitória, na qual garantiu o vice-campeonato.

### Década de 2010
“É para retratar mesmo os efeitos das matas, onde os negros se refugiavam para lutar e proteger o quilombo de Ambrósio. Os negros fujões, os brancos que não podiam pagar pelos seus impostos. O Ambrósio era como um coração de mãe, agregava a todos”

Petterson Alves
- 2018: "Ambrósio"

Em 2018, com a contratação de Petterson Alves, a agremiação anunciou que seu enredo seria sobre Ambrósio, o escravo que comprou sua liberdade, e ajudou outros escravos a serem libertados.  Com a saída de Kleber Simpatia, a agremiação contratou Ricardinho de Oliveira, conhecido pelo seus longos anos na Mocidade Unida da Glória. Além disso, a escola contratou Junior Caprichosos como mestre de bateria. 
As fantasias da agremiação, contavam com elementos que relembravam África, como explicou o carnavalesco.
- 2019: "O Rosário do Bispo e Seu Delirante Inventário do Universo"

Com a volta de Rogério Sarmento na presidência da agremiação, a escola anuncia que Orlando Júnior voltaria a posição de carnavalesco na agremiação, além disso, Kleber Simpatia também se tornaria intérprete da agremiação mais uma vez. O enredo, contaria a história de Bispo do Rosário, artista plástico sergipano.  A agremiação também desligou Mestre Serginho da bateria, o repondo com Junior Caprichosos. 
A agremiação foi a última a desfilar e levantou todo o Sambão do Povo, mas só conseguiu chegar ao 4º lugar. 

### Década de 2020
- 2020: "Griot"

Após o carnaval de 2019, a agremiação desligou o carnavalesco Orlando Júnior, contratando a dupla de irmãos Jorge Mayko e Vanderson César, que não muito depois, viriam a anunciar o enredo, Griot. O enredo prometia desenvolver e contar sobre os anciões africanos, aqueles que preservam as histórias, mitos, canções, danças e tradições milenares dos povos africanos 
A Jucutuquara vai falar sobre os sábios, o anciãos africanos que têm essa missão de ensinar os mais novos através da oralidade. E a gente vai transportar isso para a música, a dança, a literatura, e valorizar o que o negro tem de melhor— Jorge Mayko
Pouco antes dos desfiles, a agremiação desligou Kleber Simpatia novamente, substituindo-o por Celso Júnior.  Nesse estado, a agremiação conquistou a 3ª posição naquele ano, recebeu também dois prêmios Faisão de Ouro de "Melhor enredo" e "Melhor conjunto de fantasias". 
- 2022: "O Povo Inteiro Vai Saber, É Jucutuquara Que Vem Lá!"

Depois da paralisação dos desfiles devido a Pandemia de COVID-19, a escola decidiu que iria comemorar seus 50 anos de história na avenida, com a renovação dos carnavalescos, a dupla desenvolveu o enredo "O Povo Inteiro Vai Saber, É Jucutuquara Que Vem Lá!", o nome, vem de um trecho do samba de 1988, composto por Zé Kuruba, e atual samba exaltação da agremiação. Na equipe musical, Junior Caprichosos foi desligado do cargo, dando espaço novamente a Serginho, ou "Cabeça", como mestre da bateria. Celso Júnior também viria a ser desligado, dando espaço a Igor Sorriso no cargo de intérprete.
O enredo contou parte da história do bairro, o samba fazia referência aos antigos bondes que tinham no bairro, a Pedra dos Dois Olhos, o Mercado São Sebastião, exaltando também, a agremiação.  Contudo, a agremiação ficou em 5º lugar naquele ano. 
- 2023: "Onde Ocê Foi Morar"

Para o ano de 2023, o cargo de carnavalesco foi esvaziado, mas não por muito tempo, já que Osvaldo Garcia não demoraria muito para ocupa-lo. O enredo também não levaria muito tempo para ser anunciado, "Onde Ocê Foi Morar" contaria a história dos retirantes nordestinos, que saiam do nordeste brasileiro com as roupas do corpo e viam ao Espírito Santo procurando uma vida melhor.  Na parte musical, Mestre Serginho e Igor Sorriso haviam sido desligados do cargo, com isso, abriram espaço para Glaydson Santos como mestre de bateria, e Danilo Cezar como intérprete.  
A agremiação encantou o Sambão do Povo, e conquistou o segundo lugar naquele ano. 
- 2024: "Gassho: Caminhos de Sabedoria"

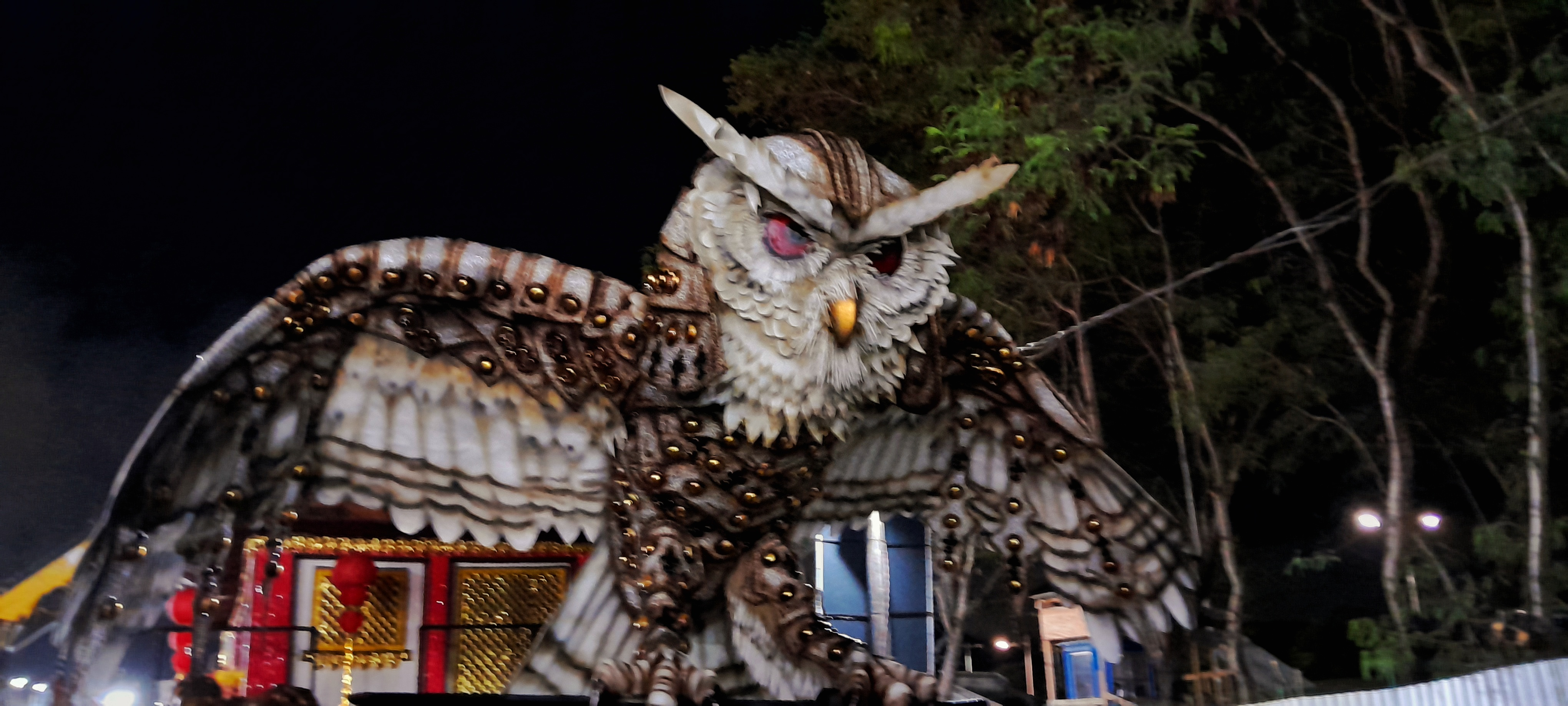
Carro abre-alas da agremiação na concentração para o desfile de 2024.

Ainda em 2023, o Carnaval de Vitória recebeu pela primeira vez os minidesfiles,  um projeto da LIESGE, na qual apresentou pela primeira vez seu enredo para 2024, "Gassho: Caminhos de Sabedoria", o evento não foi competitivo, servindo apenas como uma curta prévia do que virá a ser mostrado no campeonato de 2024.
Com a equipe renovada, no carnaval de 2024, a agremiação levou o enredo "Gassho: Caminhos de Sabedoria", assinado pelo carnavalesco Osvaldo Garcia, no qual a agremiação homenageou e contou a história do Mosteiro Zen Morro da Vargem, que abriga o Buda de Ibiraçu, contando suas tradições e a história daqueles que vieram aqui, e construíram o mosteiro. A agremiação homenageou também todos os diferentes tipos do budismo em uma de suas alas. Uma surpresa para os torcedores, foi a coruja no abre-alas, que pela primeira vez em toda a história da agremiação, veio fantasiada. Vestida como um samurai, o mascote da agremiação perfumava a avenida com o cheiro de rosas utilizando um tipo de difusor de aromas. O abade do mosteiro, monge Daiju Bitti, acompanhou o desfile, e alega ter se emocionado com a homenagem feita pela agremiação. 
No entanto, a agremiação ficou em 5º lugar. Receberam também os prêmios Feras do Carnaval de "Melhor Escola" e "Melhor Comissão de Frente", e o Trófeu Capixabices para a ala de passistas. 
- 2025: "Pulsar da Vida"

Para 2025, com a troca de presidentes, a equipe da escola mudou. Na bateria, Mestre Junior Caprichosos retorna ao cargo que havia deixado em 2020, após a saída de Mestre Genivaldo, que também havia retornado ao cargo no mês de junho.   Além disso, o carnavalesco carioca Orlando Júnior, tricampeão pela escola, foi recontratado depois de 5 anos fora da agremiação. A agremiação posteriormente anunciaria seu enredo, nomeado de "Pulsar da Vida", contando e exaltando as emoções que pulsam ao longo da vida. 

## Símbolos

### Nome
A agremiação carrega o nome do bloco do qual se originou, Unidos de Jucutuquara, que se dá pelo nome do bairro da qual se originou, Jucutuquara e também, por a comunidade se considerar muito unida, a essência do bloco era a força das famílias e amigos unidos.

### Cores
As cores da agremiação se deram devido a maioria dos fundadores torcerem para o Fluminense, carregando então as cores verde, vermelho, e branco.

### Símbolo
Quando bloco, a Unidos de Jucutuquara carregava na sua bandeira um siri, mas quando se tornou uma agremiação oficial, passou a ter como símbolo a Coruja. A ideia da coruja como símbolo veio de uma lenda que dá nome ao bairro. Jucutuquara é uma corruptela indígena para jucu-ita-quera, que significa "Pássaro do buraco na pedra". A lenda conta que na Pedra dos Dois Olhos, montanha que fica na região do bairro, corujas buraqueiras se abrigavam, dentro de dois grandes buracos que se assemelham a olhos. Sendo assim, a coruja se tornou símbolo tanto do bairro, como da escola.

### Alcunhas
"Nação" é o apelido que a agremiação tem, apelido que não só serve para a agremiação mas também para a torcida, e também para a bateria. Apelido dado pela própria comunidade do bairro de Jucutuquara, que se denomina uma nação por serem unidos.

## Carnavais
| Ano | Colocação | Grupo | Enredo | Carnavalesco | Intérprete | Ref.          |
| --- | --- | --- | --- | --- | --- | ------------- |
| 1987 | Campeã | Acesso A | Debutei! Saudades do meu Bloco Compositores: Tonico do Cavaco, Luiz Freire e Josué R. da Silva                                                                                      | Lando de Olorum | Xavier | [ 2 ]         |
| 1988 | Vice-campeã | Grupo Especial | Mistérios da Ilha, Revelados Pelas Cartas do Tarô Compositores: Tonico do Cavaco, Luiz Freire e Josué R. da Silva                                                                   | Lando de Olorum | Xavier | [ 2 ]         |
| 1989 | Vice-campeã | Grupo Especial | Rei por Um Dia Compositores: Clemido Rocha Dias e Edilson Quintiliano | João Marcos | Xavier | [ 2 ]         |
| 1990 | Campeã | Grupo Especial | Na mistura da torta, a nossa mistura Compositores: Clemido Rocha Dias e Edilson Quintiliano                                                                                         | João Marcos | Xavier | [ 2 ]         |
| 1991 | 4° lugar | Grupo Especial | Na natureza nada se cria, nada se perde, tudo se transforma Compositores: Francisco Velasco                                                                                         | Neto | Xavier | [ 2 ] [ 36 ]  |
| 1992 | Desfile não competitivo                                                                                                | Grupo Especial | Simplesmente Maria | | |               |
| Entre 1993 e 1997 não houve desfile oficial                                                                            | Entre 1993 e 1997 não houve desfile oficial                                                                            | Entre 1993 e 1997 não houve desfile oficial                                                                            | Entre 1993 e 1997 não houve desfile oficial | Entre 1993 e 1997 não houve desfile oficial                                                                            | Entre 1993 e 1997 não houve desfile oficial                                                                            | [ 2 ]         |
| 1998 | Desfile não competitivo                                                                                                | Grupo Especial | Retorno: Carnaval, A Alegria Está de Volta Compositores: Zé Kuruba | | |               |
| 1999 | Desfile não competitivo                                                                                                | Grupo Especial | Guananira - Era Uma Vez Uma Ilha do Mel Compositores: Francisco Velasco | Carlão | Ciara | [ 37 ]        |
| 2000 | Desfile não competitivo                                                                                                | Grupo Especial | Natércia Lopes - O Canto Que Encanta Compositores: Fefeu, Robertinho da Ilha e Nego Déo                                                                                             | Carlão | Nego Déo | [ 38 ]        |
| 2001 | Desfile não competitivo                                                                                                | Grupo Especial | Brasil, Se a Cor Não Pega, o Teu Cabelo Não Nega. Tu és Negro, Sim! Compositores: Fefeu, Robertinho da Ilha e Nego Déo                                                              | | Nego Déo |               |
| 2002 | Campeã | Grupo Especial | A Noite, Seus Encantos e Mistérios Compositores: Mestre Genivaldo, Marina Zanchetta, Eliel e Ewerton Fernandes                                                                      | Neto | Serginho Corrêa | [ 2 ]         |
| 2003 | 9º lugar | Grupo Especial | Casaca Compositores: Dílson D'Faria, Leandro e Daniel | Neto | Xavier | [ 2 ]         |
| 2004 | Campeã | Grupo Especial | Quantos mais caminhos houver, mais descaminhos haverá! Compositores: Eliel, Marina Zanchetta, Serginho, Ewerton Fernandes e Sérgio Taka Taka                                        | Comissão de Carnaval (Sury de Souza, Arion Carlos, Edson Tadeu e Anclébio Júnior)                                      | Xavier | [ 2 ]         |
| 2005 | Vice-campeã | Grupo Especial | Quem é você? As máscaras que ocultam também revelam. Compositores: íbis Bernardo | Sury de Souza | Xavier | [ 2 ]         |
| 2006 | Campeã | Grupo Especial | Os Tambores de Jucutuquara Soam Nas terras dos Botocudos. Linhares, A Jóia do Rio Doce Compositor: Íbis Bernardo                                                                    | Sury de Souza | Lauro da Andaraí | [ 2 ]         |
| 2007 | Campeã | Grupo Especial | Caparaó Capixaba, Os Encantos da Montanha Sagrada Compositores: Marina Zanchetta, Felipe Viana, João Vitor                                                                          | Orlando Júnior | Kleber Simpatia | [ 2 ]         |
| 2008 | Campeã | Grupo Especial | De Vitória à Samotrácia: Um Canto de Vitórias Compositores: Ewerton Fernandes da Silva, Leonardo Pereira.                                                                           | Orlando Júnior | Kleber Simpatia | [ 2 ]         |
| 2009 | Campeã | Grupo Especial | Convento da Penha: O relicário de um povo Compositores: Ewerton Fernandes da Silva, Leonardo Pereira.                                                                               | Orlando Júnior | Kleber Simpatia | [ 39 ]        |
| 2010 | 5º lugar | Grupo Especial | O Espírito Santo Azul Compositor: Íbis Bernardo. | Flávio Campello | Kleber Simpatia | [ 3 ] [ 40 ]  |
| 2011 | 4° lugar | Grupo Especial | Dá um tempo! Compositores: Diego Tavares, Thiago Bandeira, Thiago Daniel, Dilsom Marimba e Douglas Jacaré.                                                                          | Orlando Júnior | Kleber Simpatia | [ 5 ] [ 41 ]  |
| 2012 | 5º lugar | Grupo Especial | Os Mistérios e Encantos da Ilha de Tupinambara Compositores: Leley do Cavaco, Renilson Rodrigues, Gustavo Fernando                                                                  | Comissão de Carnaval                                                                                                   | Kleber Simpatia | [ 42 ]        |
| 2013 | 3º lugar | Grupo Especial | A Centenária Noite do Sabiá da Crônica: Entre Pássaros, Palavras, Chiquitas e Baianas Compositores: Diego Tavares, Dilson Marimba, Marina Zanchetta, Thiago Daniel, Thiago Bandeira | Sury de Souza | Kleber Simpatia | [ 43 ]        |
| 2014 | 4º lugar | Grupo Especial | Oh Bahia, Ó Compositores: Beto Azevedo, Jean Brito, Junior Oliveira, Neyzinho do Cavaco, Tuninho Azevedo                                                                            | Orlando Júnior | Kleber Simpatia | [ 44 ]        |
| 2015 | Vice-campeã | Grupo Especial | Itapemirim: Sob o caminho das águas, às suas ordens Compositores: Arthur Nicolau, Gabriel Nicolau, Douglas Jacaré e Kaike Sant'anna                                                 | Osvaldo Garcia | Kleber Simpatia |               |
| 2016 | Vice-campeã | Grupo Especial | Vitória Compositores: Rafael Mikaiá, Fernando Brito, Daniel Barbosa, Rico Bernardes                                                                                                 | Osvaldo Garcia | Kleber Simpatia |               |
| 2017 | 5º lugar | Grupo Especial | Na natureza nada se cria, nada se perde, tudo se transforma (Reedição de 1991) | Osvaldo Garcia | Kleber Simpatia | [ 36 ] [ 45 ] |
| 2018 | 6º lugar | Grupo Especial | Ambrósio Compositores: Rafael Mikaiá, Roberth Melodia, Fernando Brito, Sandro Alan, Thiago Meiners, Victor Alves                                                                    | Petterson Alves | Ricardinho da MUG | [ 46 ] [ 47 ] |
| 2019 | 4º lugar | Grupo Especial | O Rosário do Bispo e seu Delirante Inventário do Universo Compositores: Igor De Boni, Kátia Maués, Leonardo Reis, Luiz Felipe                                                       | Orlando Júnior | Kleber Simpatia | [ 48 ]        |
| 2020 | 3º lugar | Grupo Especial | Griot Compositores: Rafael Mikaiá, Roberth Melodia, Carlos Jarjura | Jorge Mayko e Vanderson Cesar                                                                                          | Celso Júnior |               |
| Inicialmente adiados para o mês de julho, os desfiles do Carnaval 2021 foram cancelados devido a pandemia de Covid-19. | Inicialmente adiados para o mês de julho, os desfiles do Carnaval 2021 foram cancelados devido a pandemia de Covid-19. | Inicialmente adiados para o mês de julho, os desfiles do Carnaval 2021 foram cancelados devido a pandemia de Covid-19. | Inicialmente adiados para o mês de julho, os desfiles do Carnaval 2021 foram cancelados devido a pandemia de Covid-19.                                                              | Inicialmente adiados para o mês de julho, os desfiles do Carnaval 2021 foram cancelados devido a pandemia de Covid-19. | Inicialmente adiados para o mês de julho, os desfiles do Carnaval 2021 foram cancelados devido a pandemia de Covid-19. | [ 49 ]        |
| 2022 | 5º lugar | Grupo Especial | O povo inteiro vai saber, é Jucutuquara que vem lá Compositores: Rafael Mikaiá, Leandro Maciel, Cassius Macaé                                                                       | Jorge Mayko e Vanderson Cesar                                                                                          | Igor Sorriso | [ 50 ]        |
| 2023 | Vice-Campeã | Grupo Especial | Onde Ocê Foi Morar? Compositores: Rafael Mikaiá, Leandro Maciel, Gigi Da Estiva, Cassius Macaé                                                                                      | Osvaldo Garcia | Danilo Cezar | [ 25 ]        |
| 2024 | 5° lugar | Grupo Especial | Gassho: Caminhos de Sabedoria Compositores: Rafael Mikaiá, Leandro Maciel, Gigi Da Estiva, Cassius Macaé                                                                            | Osvaldo Garcia | Danilo Cezar | [ 29 ]        |
| 2025 | 6º lugar | Grupo Especial | Pulsar da Vida Compositores: Arthur Nicolau, Gabriel Nicolau, Kaike Santanna, Ariel Rodrigues, Vinicius Moraes                                                                      | Orlando Júnior | Edu Chagas |               |
| 2026 | | Grupo Especial | Arreda homem que aí vem mulher | Marcelo Braga | |               |

## Títulos
| Títulos da Unidos de Jucutuquara | Títulos da Unidos de Jucutuquara | Títulos da Unidos de Jucutuquara | Títulos da Unidos de Jucutuquara           | Títulos da Unidos de Jucutuquara |
| -------------------------------- | -------------------------------- | -------------------------------- | ------------------------------------------ | -------------------------------- |
| Divisão                          | Divisão                          | Títulos                          | Carnavais                                  | Referências                      |
|                                  | Grupo Especial                   | 7                                | 1990, 2002, 2004, 2006, 2007, 2008 e 2009. |                                  |
|                                  | Segunda Divisão                  | 1                                | 1987                                       |                                  |

## Premiações
Prêmios recebidos pela GRCES Unidos de Jucutuquara
| Ano  | Prêmio                              | Categoria/Premiação                | Ref.   |
| ---- | ----------------------------------- | ---------------------------------- | ------ |
| 2018 | Faisão de Ouro                      | Ala de Velha Guarda                | [ 51 ] |
| 2020 | Faisão de Ouro                      | Enredo e Conjunto de Fantasias     | [ 19 ] |
| 2023 | Trófeu Capixabices dos minidesfiles | Bateria (Glaydson Santos)          |        |
| 2024 | Trófeu Capixabices                  | Ala de passistas                   | [ 32 ] |
| 2024 | Prêmio Feras                        | Melhor escola e comissão de frente | [ 52 ] |

## Segmentos

### Presidentes
| Nome                              | Mandato    | Ref.          |
| --------------------------------- | ---------- | ------------- |
| Luiz Fernando Barbosa Santos      | 1989-1990  |               |
| Comissão (Falcão)                 | 1991-2000  |               |
| Bernadete Ladislau                | 2001-2002  |               |
| Tonico do Cavaco                  | 2003       |               |
| Conselho Deliberativo (Falcão)    | 2004       |               |
| Rogério Sarmento                  | 2005-2008  |               |
| Bernadete Ladislau                | 2009-2010  |               |
| Braulino da Silveira              | 2011-2012  | [ 6 ]         |
| Conselho Deliberativo (Guilherme) | 2012       | [ 7 ]         |
| Mestre Ditão                      | 2013-2015  | [ 11 ] [ 53 ] |
| Jorge Teixeira "Mano Gim"         | 2016       | [ 54 ]        |
| Guilherme Monteiro                | 2017-2018  | [ 45 ] [ 47 ] |
| Rogério Sarmento                  | 2019- 2024 |               |
| Ewerton Gigante                   | 2025       |               |

### Diretores
| Ano       | Diretor de Carnaval                                    | Diretor geral de harmonia        | Ref.          |
| --------- | ------------------------------------------------------ | -------------------------------- | ------------- |
| 2013      | Kátia Galvão                                           | Marinilce Pereira                |               |
| 2014-2016 | Anderson Ferreira e Armando Chafik                     | Marinilce Pereira                |               |
| 2017      | João Filipe                                            | André Monteiro e Andrea Monteiro | [ 45 ]        |
| 2018      | Leda Lima Barreto                                      | Fabrício Bispo                   | [ 46 ] [ 47 ] |
| 2019-2020 | Anderson Ferreira, Armando Chafik e Bernadete Ladislau | Marinilce Pereira                |               |
| 2022      |                                                        |                                  |               |
| 2023      | Armando Chafik e Anderson Ferreira                     | Anselmo Adverse e Ivan Silva     |               |
| 2024      | Roni Alencastre                                        | Anselmo Adverse                  |               |
| 2025      | Leda Lima                                              | Anselmo Adverse                  |               |

### Coreógrafo
| Período   | Nome                           | Ref.                 |
| --------- | ------------------------------ | -------------------- |
| 1999-2014 | Andrezinho Castro              | [ 55 ] [ 55 ] [ 56 ] |
| 2015      | Rodrigo Carvalho e Jorge Mayko | [ 57 ]               |
| 2016-2017 | Jorge Mayko                    | [ 58 ] [ 45 ]        |
| 2018-2020 | Mauro Marques                  | [ 46 ]               |
| 2022      | Jorge Mayko                    |                      |
| 2023      | Andrezinho Castro              |                      |
| 2024      | Patrick Alochio                |                      |
| 2025      | Giovana Gonzaga                |                      |

### Mestre-Sala e Porta Bandeira

#### Primeiro Casal
| Período   | Nome                                | Ref.          |
| --------- | ----------------------------------- | ------------- |
| 2007-2009 | João Felipe e Andressa              |               |
| 2010-2011 | João Felipe e Ediane                |               |
| 2012-2014 | Bruno e Thalita                     | [ 59 ]        |
| 2015      | Luzimar e Gessya Santana            |               |
| 2016-2017 | Juliander e Gessya Santana          | [ 60 ] [ 45 ] |
| 2018      | Max Dutra e Thais Oliveira          | [ 46 ]        |
| 2019      | Rafael Brito e Nay Nascimento       |               |
| 2020      | Vinicius Costa e Julia Mariano      |               |
| 2022      | Arthur Astori e Gessya Santana      |               |
| 2023      | Breno Lima Barreto e Gessya Santana |               |
| 2024      | Wesklei Blank e Alana               |               |
| 2025      | Marina Zanchetta e Marcos Paulo     |               |

### Bateria
A bateria da escola é denominada de Bateria da Nação, atualmente, é chefiada por Mestre Genivaldo. A bateria da agremiação já levou outros nomes,  como "Bateria Cadenciada" na época de Mestre Edmilson, carinhosamente apelidado de Mestre Fumaça. 

#### Mestres
| Período   | Mestre             | Diretor Geral      | Ref.   |
| --------- | ------------------ | ------------------ | ------ |
| 1972-2002 | Mestre Ditão       |                    |        |
| 2003-2004 | Mestre Genivaldo   |                    |        |
| 2005-2008 | Mestre Ditão       | Mestre Edmilson    |        |
| 2009-2010 | Mestre Edmilson    |                    |        |
| 2011-2016 | Mestre Genivaldo   |                    |        |
| 2017-2018 | Mestre Serginho    |                    |        |
| 2019-2020 | Junior Caprichosos |                    |        |
| 2021-2022 | Mestre Serginho    |                    |        |
| 2023-2024 | Glaydson Santos    | Felipe Del Antonio | [ 61 ] |
| 2025      | Junior Caprichosos | Celso Bittencourt  | [ 62 ] |

#### Corte da Bateria
| Período     | Rainha          | Madrinha     | Rei                 |
| ----------- | --------------- | ------------ | ------------------- |
| 1999 - 2009 | Tatiana Paysan  | Sem Madrinha | Sem Rei             |
| 2010        | Tatiana Paysan  | Gisele Simon | Sem Rei             |
| 2011 - 2014 | Tatiana Paysan  | Sem Madrinha | Sem Rei             |
| 2015 - 2017 | Lorena Bragatto | Sem Madrinha | Sem Rei             |
| 2018        | Luiza Monteiro  | Sem Madrinha | Sem Rei             |
| 2019 - 2020 | Schyrley Moura  | Sem Madrinha | Leonardo Bremenkamp |
| 2022-2025   | Schyrley Moura  | Sem Madrinha | Sem Rei             |
| 2026        | Fernanda Passon | Sem Madrinha | Sem Rei             |

### Intérpretes
| Período   | Nome              | Ref. |
| --------- | ----------------- | ---- |
| 2003-2005 | Xavier            |      |
| 2006      | Lauro da Andaraí  |      |
| 2007-2017 | Kleber Simpatia   |      |
| 2018      | Ricardinho da MUG |      |
| 2019      | Kleber Simpatia   |      |
| 2020      | Celso Júnior      |      |
| 2022      | Igor Sorriso      |      |
| 2023-2024 | Danilo Cezar      |      |
| 2025      | Edu Chagas        |      |

## Quadra
A atual quadra da Unidos de Jucutuquara originalmente era um clube, conhecido como Anchieta Social Clube, o local passou a servir como quadra da escola, hospedando eventos e ensaios, e passando a ser conhecido como Arena Coruja, a área também contava com um espaço pra eventos. A quadra fica localizada na Av. Paulino Muller, 1409 em Cruzamento, Vitória.
Nos tempos de bloco, existia uma parceria com a família Varejão que deixava o bloco ensaiar na quadra da Escola Olho Vivo.
Em 2018 e 2023, a Prefeitura de Vitória em parceria com a escola, cedeu um espaço conhecido como Mercado São Sebastião que além de ser patrimônio histórico, estava sem utilização. Em parceria também com a associação de moradores do bairro, a escola passou a oferecer oficinas de ritmistas, e também começou a fazer alguns ensaios de bateria por lá, fazendo com que a escola tivesse grande influência em ações sociais dentro da própria comunidade.
Para 2025, a agremiação decide reformar e retornar todas suas atividades ao Anchieta Social Clube.

## Discografia
Além das aparições nos álbuns e CD's de samba-enredo, a agremiação também lançou singles de forma independente da LIESGE.
- 2012 - A Centenária Noite do Sabiá da Crônica
- 2016 - Vitória (Ao Vivo)
- 2017 - Ambrósio (Ao Vivo)
- 2018 - O Rosário do Bispo e Seu Delirante Inventário do Universo (Ao Vivo)
- 2019 - Griot